# Pfaffenteich
Der Pfaffenteich ist ein Teich mit einer Fläche von etwa 12 Hektar im Stadtteil Schelfstadt der mecklenburg-vorpommerschen Landeshauptstadt Schwerin.
Am Nordwestufer mündet der Aubach in das Gewässer. Wasserstand und -abfluss in den Ziegelinnensee werden durch ein am Nordufer gelegenes Wehr reguliert. Die durchschnittliche Wassertiefe beträgt 2,8 Meter.

## Geschichte

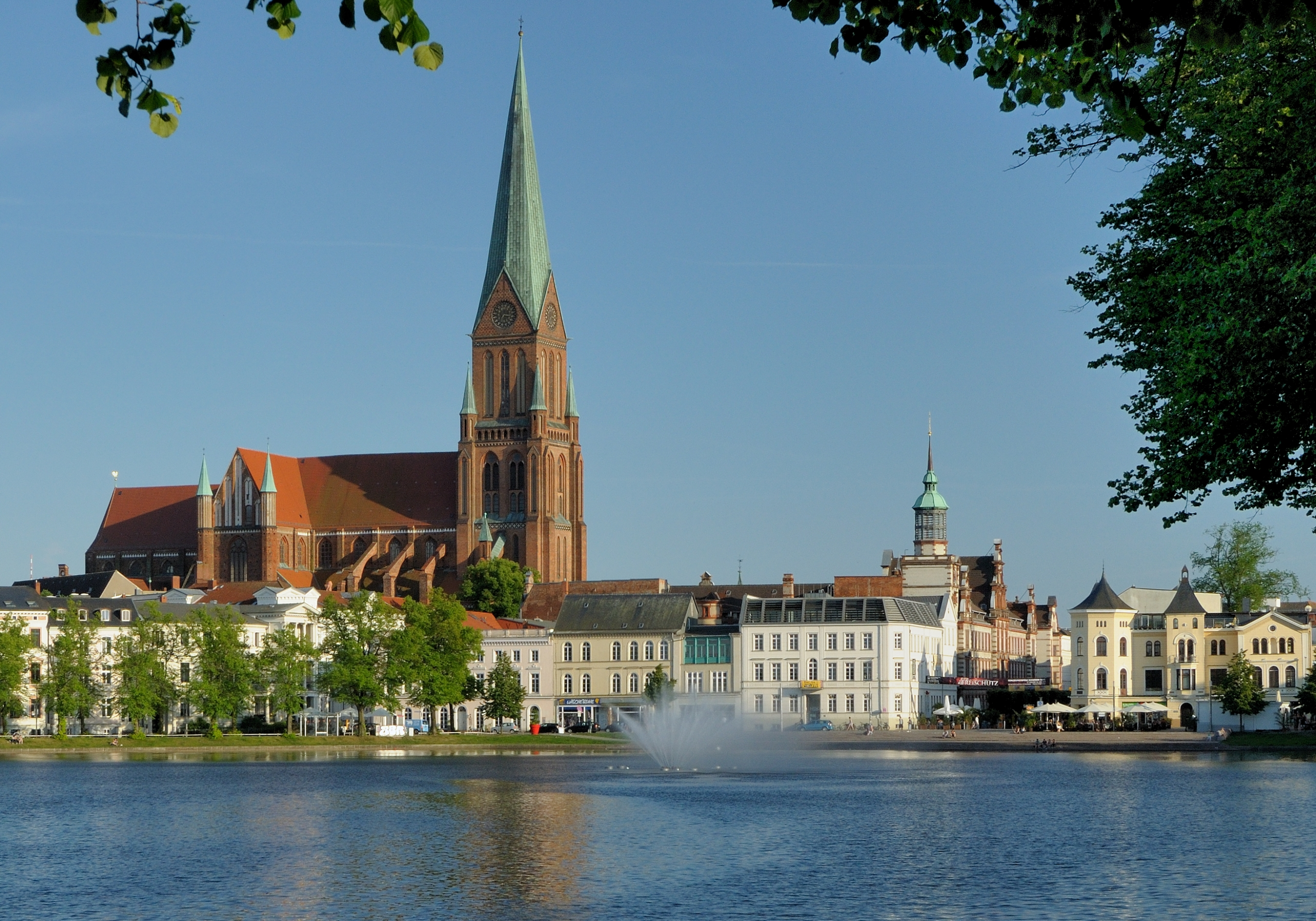
Blick auf den Schweriner Dom und die Altstadt vom Pfaffenteich

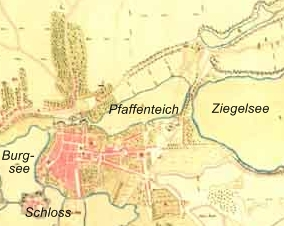
Pfaffenteich um 1750

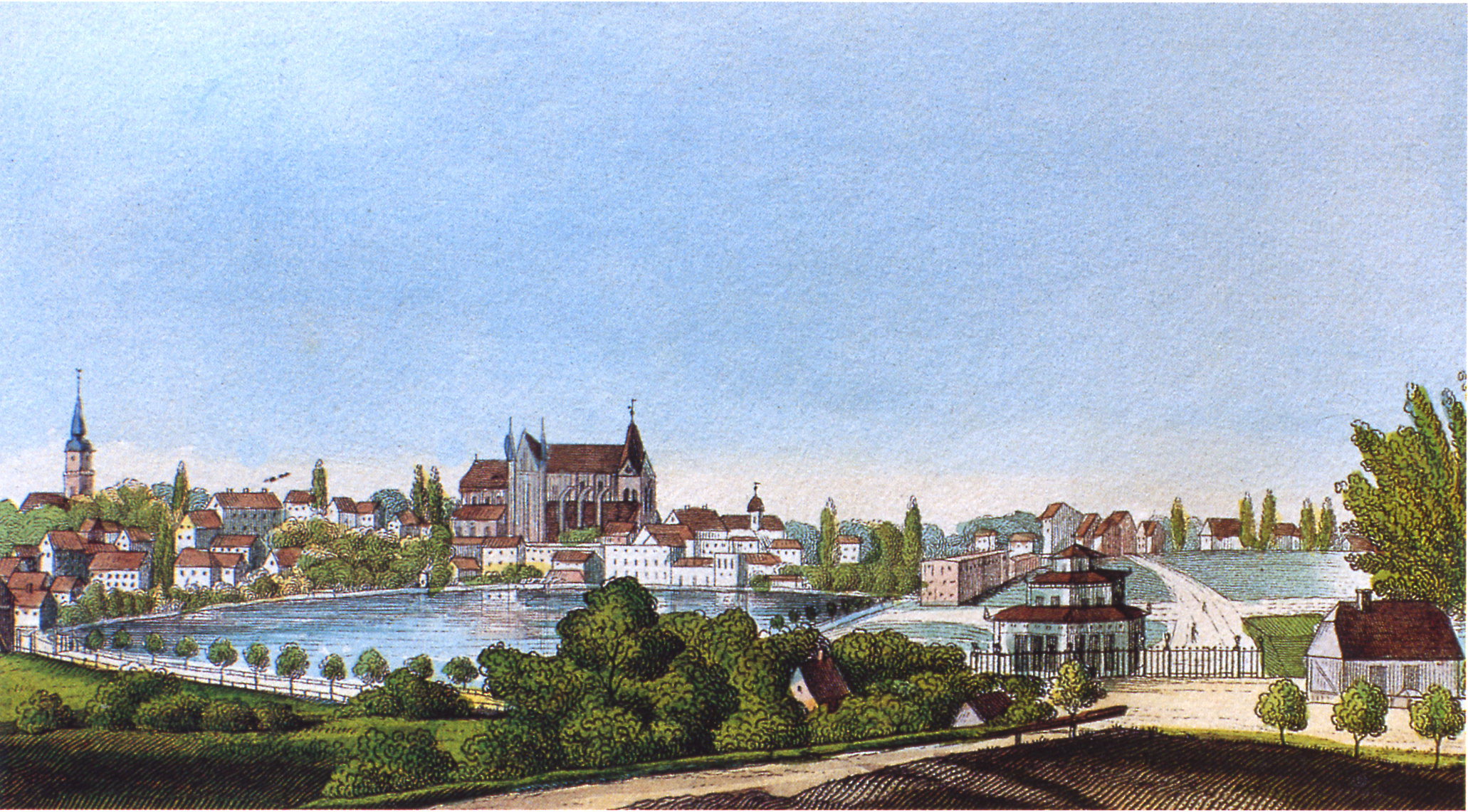
Pfaffenteich vor 1845

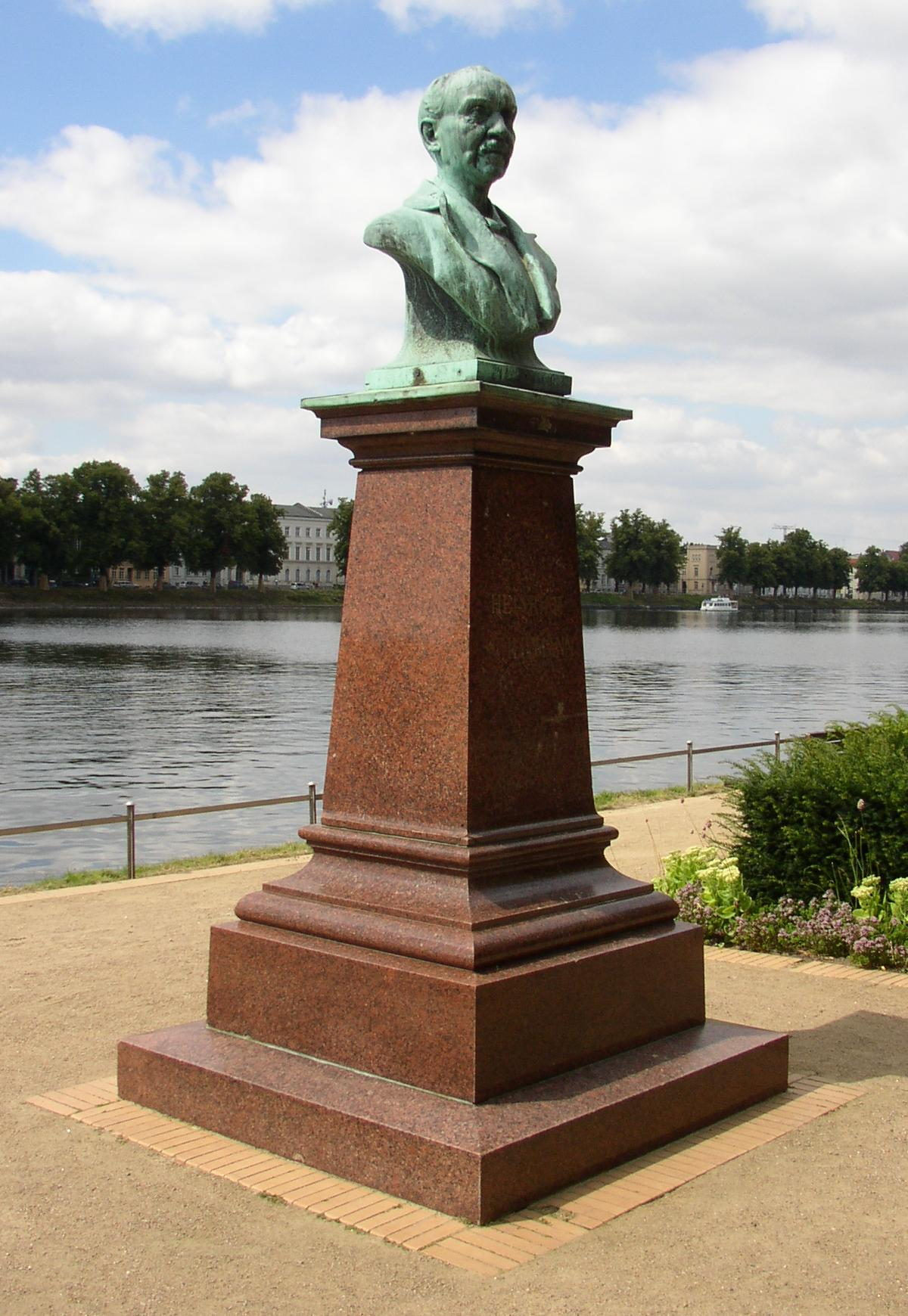
Schliemann-Denkmal

Der Pfaffenteich (plattdeutsch Papendiek) entstand durch Aufschüttung eines Dammes (später Spieltordamm genannt) am Nordende wahrscheinlich schon kurz nach der Stadtgründung im 12. Jahrhundert zunächst als Mühlenteich in einer einst moorigen Senke. Das Gewässer hatte ursprünglich eine zirka 350 Meter südlichere Ausdehnung bis auf Höhe der Schloßstraße, wo der Mühlendamm es südlich begrenzte und eine seit 1178 belegte Wassermühle betrieben wurde. Von hier aus floss das Wasser in den Burgsee ab. Eine gräfliche Mühle war bis ins 19. Jahrhundert in Betrieb. Am Aubach stand eine zweite Mühle, die in den Besitz des Domkapitels ging, von da an Bischofsmühle hieß und bis 1914 betrieben wurde. Häufiges Streitthema zwischen Grafen und Domkapitel, das auch den Mühlenteich in Besitz nehmen konnte, war die Stauhöhe des Gewässers. Die Domherren, die damals noch am Ostufer ihre Gärten bestellten, waren Namensgeber des im Volksmund entstandenen Namens „Pfaffenteich“.
Der Name der nördlichen Begrenzung, Spieltordamm, leitet sich aus dem mitteldeutschen Wort Spiel ab, das „Pfahl“ bedeutet. Eine Reihe von Pfählen schützte damals den durch ein sogenanntes Spieltor erreichbaren Damm. Das Spieltor, ein Wach- und Torschreiberhaus, war 1710 errichtet und 1816 abgerissen worden. Der Damm wurde erst 1826 fest ausgebaut. Das Wasser des Pfaffenteiches speiste einst noch einen Stadtgraben.
Georg Adolf Demmler begann um 1840 mit der Begradigung des Pfaffenteichufers und der Bebauung des Süd- und Westufers. Der Teich erhielt seine heutige Einfassung und die Lindereihen. Aus dieser Zeit stammt das Arsenal (Südwestufer), das heute Sitz des Innenministeriums Mecklenburg-Vorpommerns ist. Um 1865 wurden auch am Ostufer erste Gebäude errichtet, so etwa ein Schulgebäude von 1868/70, in dem sich das alte Fridericianum befand und das zuletzt als Berufsschule genutzt wurde. Es gibt Planungen, nach denen sich nach einer Modernisierung hier eine private Fachhochschule niederlassen soll. In derselben Straße befindet sich die Kuetemeyersche Stiftung von 1893/94, die nach Plänen Gustav Hamanns mit einer Fassade im Johann-Albrecht-Stil errichtet wurde und bis etwa 1998 Sitz des Standesamtes war.

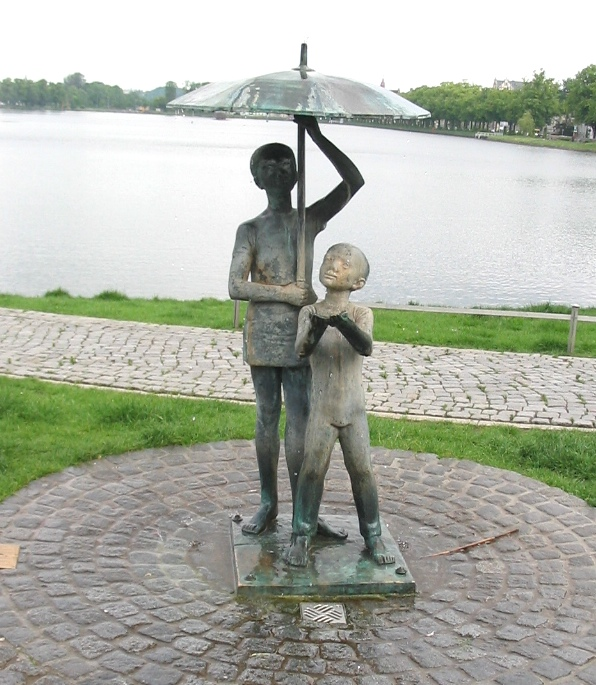
Schirmkinder am Pfaffenteichufer

1895 wurde das Schliemann-Denkmal, eine lebensgroße Bronzebüste des Bildhauers Hugo Berwald auf einem Postament aus poliertem, roten Granit, enthüllt. Mit der Errichtung des gasbetriebenen Elektrizitätswerkes im Stil der Renaissance am Nordufer des Pfaffenteichs, das bis 1944 betrieben wurde und bis heute erhalten ist, wurde Schwerin 1904 erstmals mit Strom versorgt.
Am Pfingstsonntag des Jahres 1933 fand auf dem Pfaffenteich im Zuge der „Aktion wider den undeutschen Geist“ eine Bücherverbrennung auf einer schwimmenden Insel statt.
Am Südufer wurde die 1973 von Stephan Horota erschaffene Plastik Schirmkinder aufgestellt, inzwischen wurde der Standort verändert, die Plastik steht heute an der Südostecke des Pfaffenteichs.
Ein noch zu DDR-Zeiten bestehender Kiosk auf der Schliemann-Terrasse am Ostufer wurde nach der Wende abgerissen. Nach Untersuchungen errichtete die Stadt im Dezember 2004 aufgrund von maroden Uferbefestigungen einen Maschendrahtzaun um den Pfaffenteich, eine Maßnahme, die einen Sturm der Entrüstung in der Bevölkerung auslöste. Aktuell werden die Ufer mit Städtebauförderungsmitteln neu befestigt und der Zaun ist wieder beseitigt. Da am Südostufer die Uferbefestigung aus Sicherheitsgründen nicht abgebrochen werden konnte, musste die Uferlinie dieses etwa 200 Meter langen Bauabschnitts um etwa 1,50 Meter in den Pfaffenteich hinein verlegt werden. Die Sanierungsarbeiten an Ost-, Süd- und Westufer wurden im Juni 2009 beendet, die Sanierung des Nordufers im Oktober 2010.
Am Pfaffenteich werden regelmäßig Veranstaltungen ausgerichtet, wie z. B. Drachenbootrennen, Radrennen, Kunstinstallationen und verschiedene Feste. Die modernisierte Südterrasse wird vor allem im Sommer gastronomisch genutzt. In der Sommersaison wird im Gewässer eine Fontäne betrieben. Auf dem Pfaffenteich schwimmt seit 1937 eine Schwaneninsel, auf der eine reetgedeckte Unterkunft steht. Das jetzige Schwanenhaus stammt aus den 1970er Jahren und wurde 1981, 1999 und 2010 jeweils rekonstruiert.

## Fährbetrieb

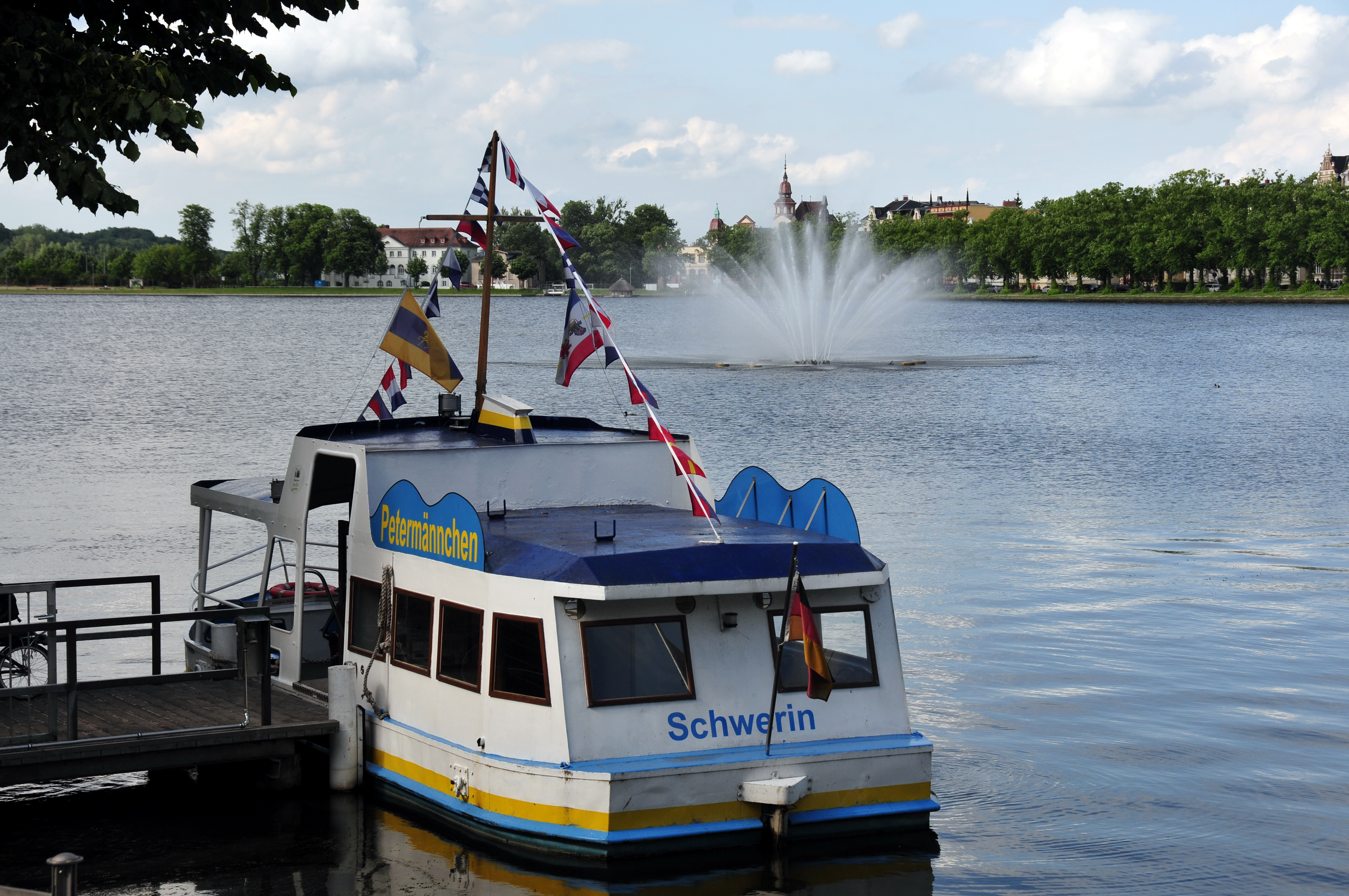
Petermännchen-Fähre (2013)

Mit Ausdehnung der Stadt um den Pfaffenteich herum wurde dieser schnell als Hindernis angesehen, wodurch ein gewisser Johann Bosselmann die Anregung gab, eine Fährverbindung über das kleine Gewässer einzurichten. Diese wurde ab 1879 im Ruderbetrieb, ab 1928 mit Motorbooten realisiert. 1955 wurde nach Umbau eine 1924 gebaute und ehemals offene Spreewaldfähre zu Wasser gelassen. Dieses Wasserfahrzeug ist nach weiteren Umbauten bis heute in Betrieb und wurde anlässlich des 100-jährigen Bestehens der Verbindung 1979 in „Petermännchen“, den Namen des Schweriner Schlossgeistes, umbenannt. Im Volksmund heißt die Fähre „Pfaffenteichkreuzer“. Heute läuft die vom Nahverkehr Schwerin betriebene Fähre von April bis Oktober vier Haltestellen nach Wahl der Fahrgäste an.

## Flora und Fauna
In dem eutroph eingestuften Gewässer kommen vier Arten Muscheln, sechs Arten Schnecken und verschiedene Vogelarten als Nahrungsgäste sowie Krauses Laichkraut, Durchwachsenes Laichkraut und Wasserpest vor. Das Wachstum letzterer ist so stark, dass diese jährlich mit Spezialtechnik unter Wasser abgemäht wird.